# Terremoto de México de 1957
El terremoto de México de 1957, conocido también como el terremoto del Ángel, fue un sismo ocurrido a las 02:40 hora local (UTC-6), el domingo 28 de julio de 1957.
Este movimiento telúrico alcanzó una magnitud de 7.9(Mw), aunque el Servicio Geológico de los Estados Unidos lo registró como un sismo de magnitud 8.0 Mw.
Su epicentro se ubicó en la costa chica del estado de Guerrero muy cerca del puerto de Acapulco.
La zona centro de la república mexicana fue la más afectada, en especial la Ciudad de México, dejando un saldo de 700 muertos y 2500 heridos.

## Historia
La Torre Latinoamericana, fue construida un año antes en el centro de la ciudad, ganó prestigio a nivel mundial cuando resistió este fuerte terremoto gracias a su construcción con estructura de acero y cimientos que flotan sobre el manto freático de la ciudad, que fueron necesarios dada la frecuencia de sismos en la Ciudad de México, y la composición lodosa del suelo que hace complicada la construcción sobre ese terreno. 
Esta hazaña le obtuvo un reconocimiento al recibir el premio del American Institute of Steel Construction (Instituto Estadounidense de la Construcción en Acero), por ser el edificio más alto que jamás había sido expuesto a una fuerza sísmica tan enorme, como atestiguan inscripciones en sendas placas en el vestíbulo y mirador del edificio. 
Después de este terremoto (y del terremoto de 1985, así como el terremoto de Puebla de 2017 el cual aunque fue de menor intensidad al ser más cercano el epicentro tuvo efectos amplificados que si se hubiese dado en la franja común) es considerado uno de los rascacielos más seguros del mundo.
El pueblo mexicano dio una demostración de solidaridad en la tragedia, donando sangre y comida para los afectados.
Estructuras muy antiguas y adecuadas al tipo del terreno arcilloso, tales como la Catedral Metropolitana de la Ciudad de México, el Palacio Nacional y el edificio de Nacional Monte de Piedad (que datan de la época colonial), soportaron el sismo por tener gruesas paredes de piedra y ladrillo. 
Sin embargo la Victoria Alada cayó de la Columna de la Independencia, reparada por un grupo de técnicos bajo la dirección del escultor José María Fernández Urbina.

## Imágenes

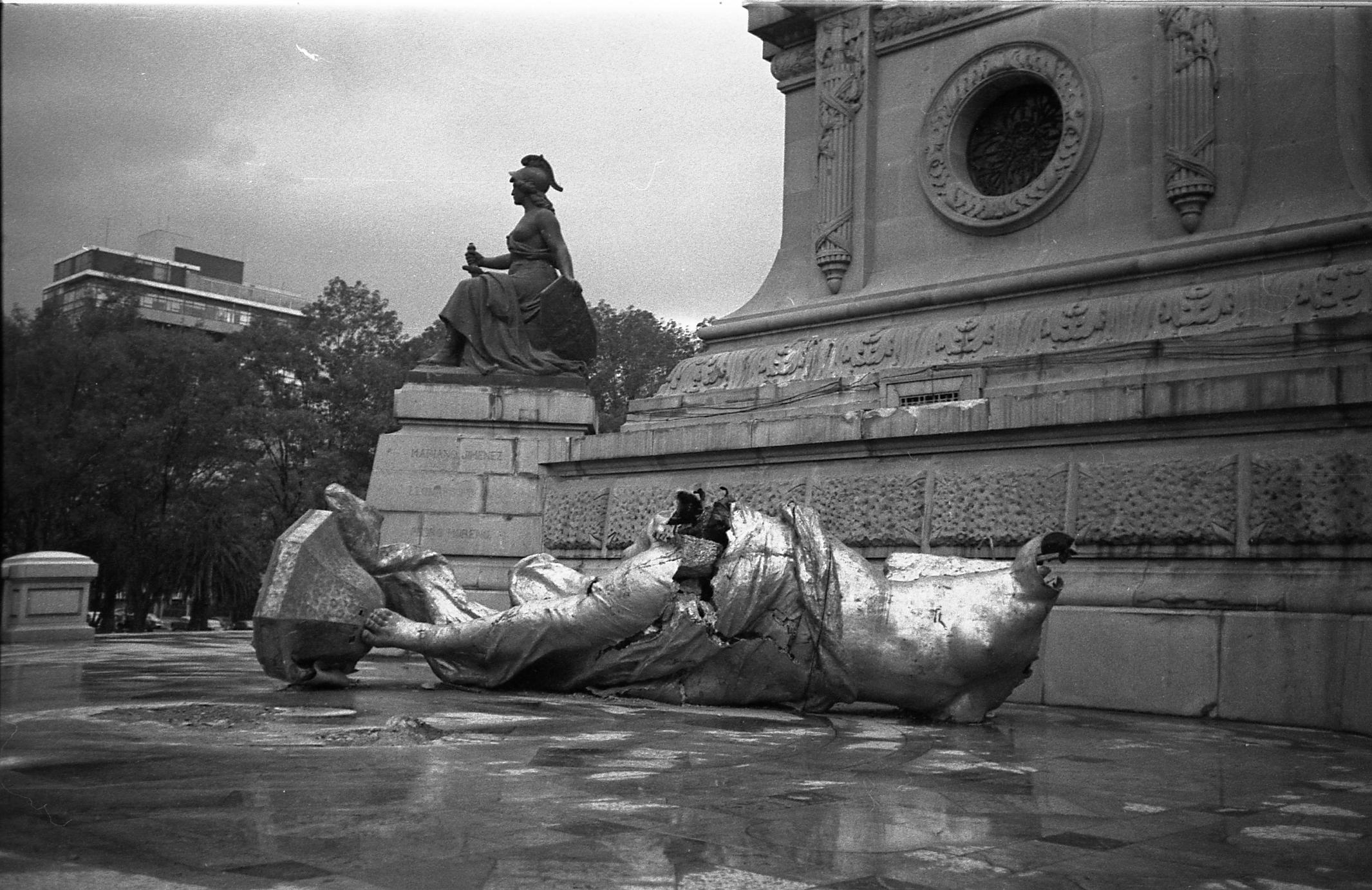
Restos de la escultura de la Victoria Alada tras el sismo.
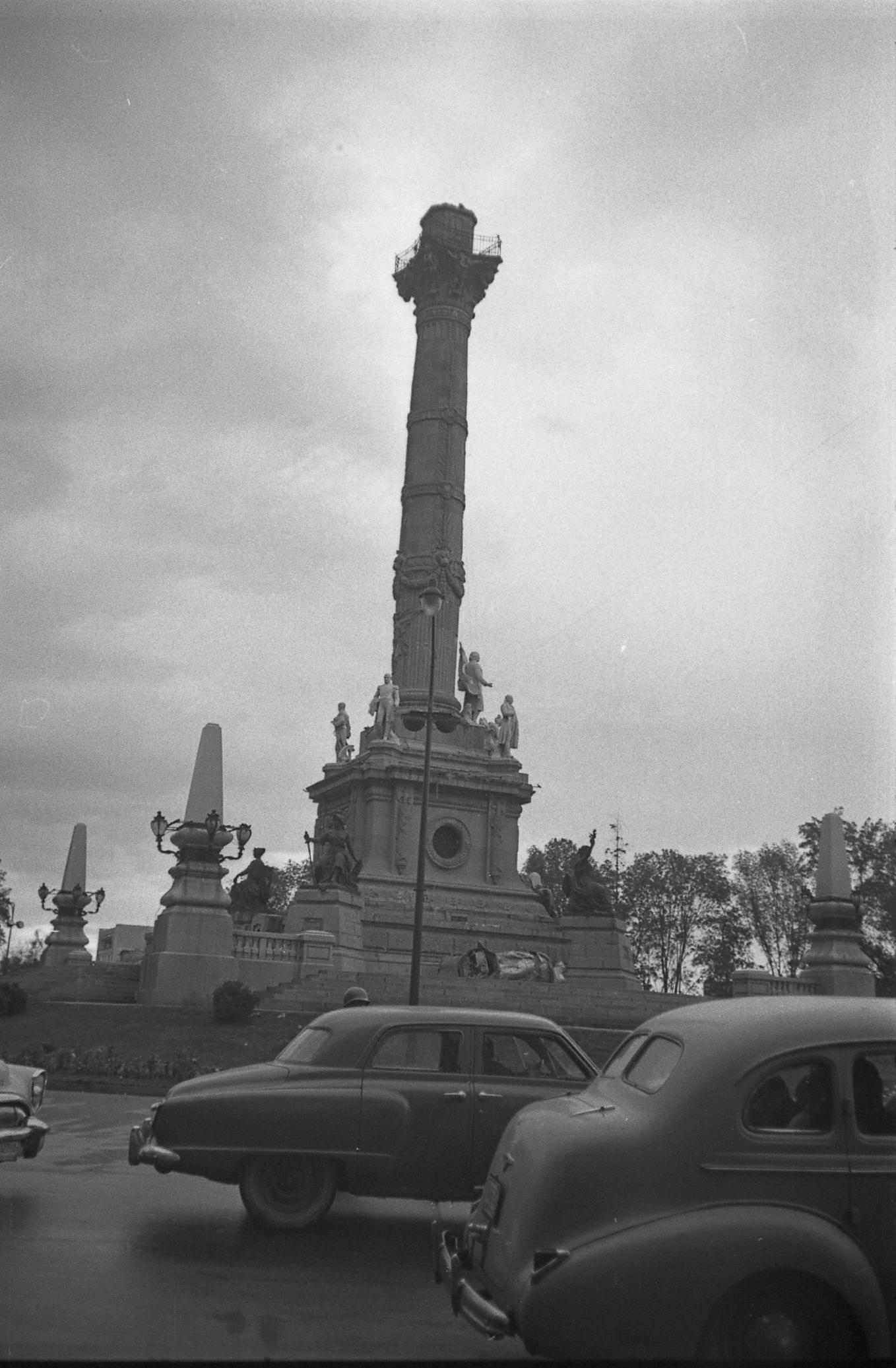
Columna de la Independencia sin la escultura del ángel.
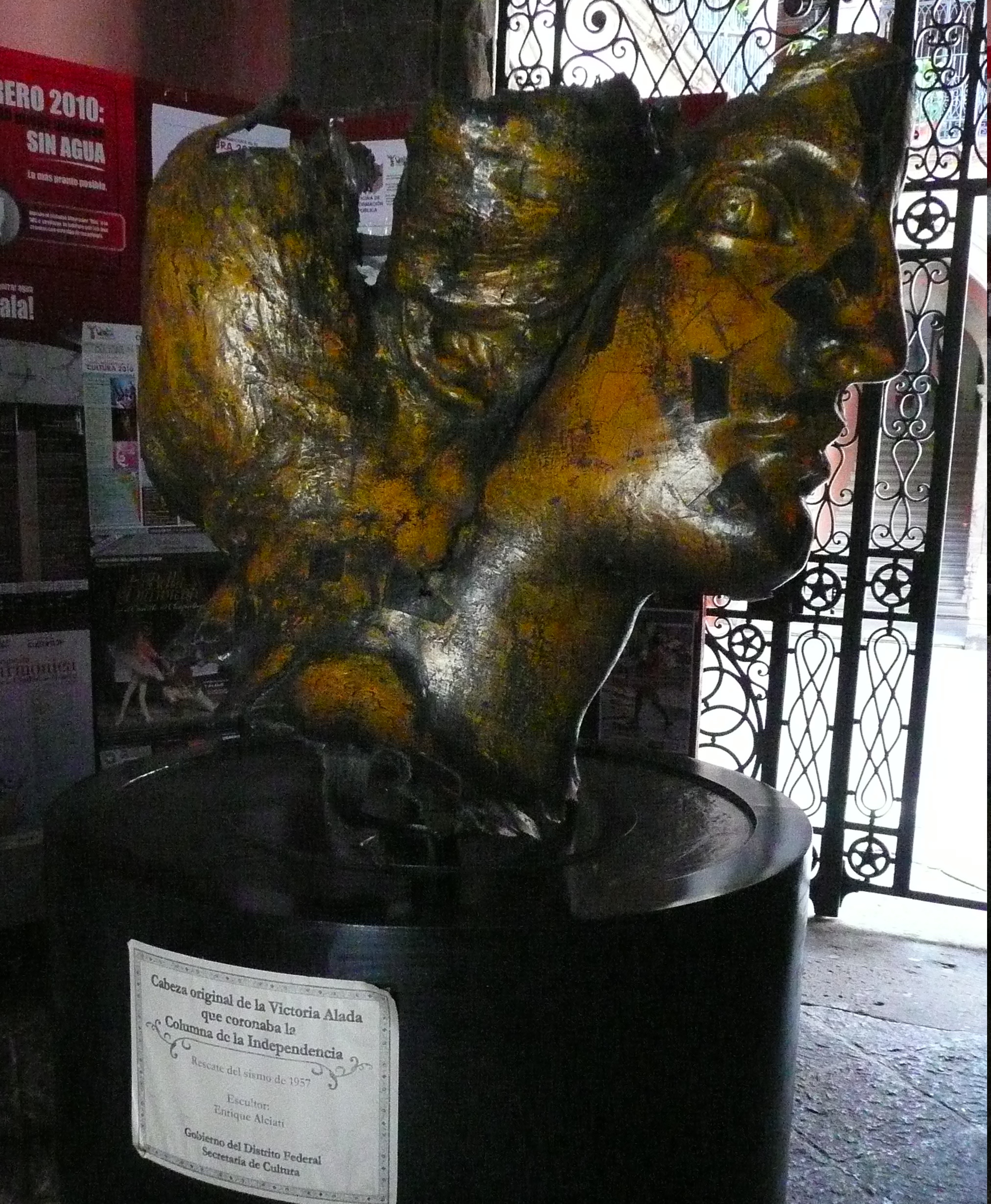
La cabeza del Ángel, oficialmente la Victoria Alada, destrozada en la caída, se guarda en el Museo Archivo Histórico de la Ciudad de México.
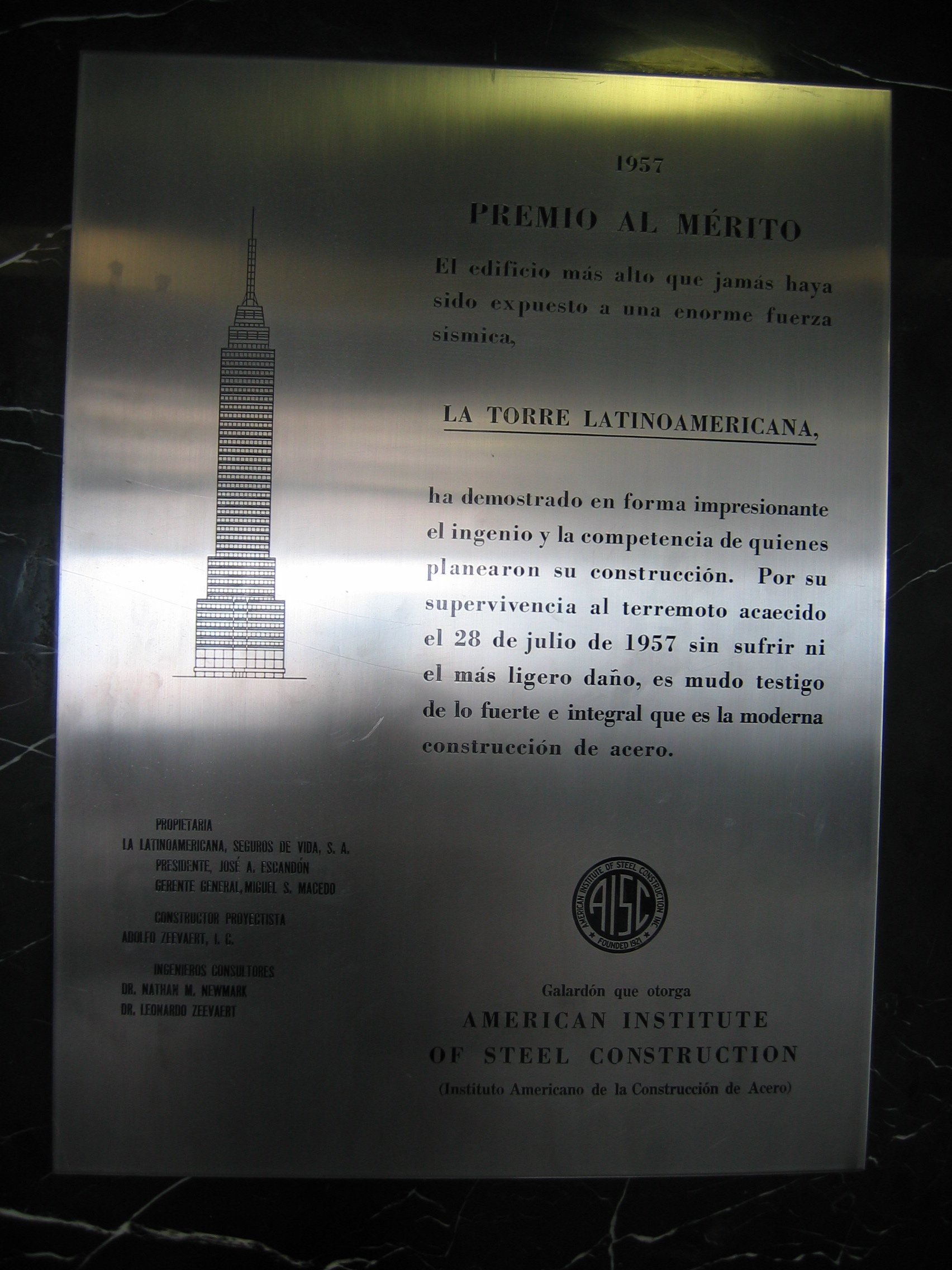
Placa conmemorativa del terremoto de 1957 en el vestíbulo de la Torre Latinoamericana, que no sufrió daños.
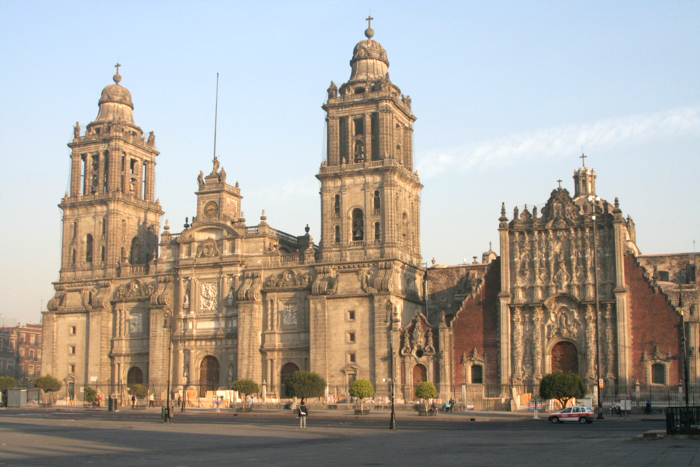
Catedral Metropolitana con estructura de piedra, data a la Época Colonial.
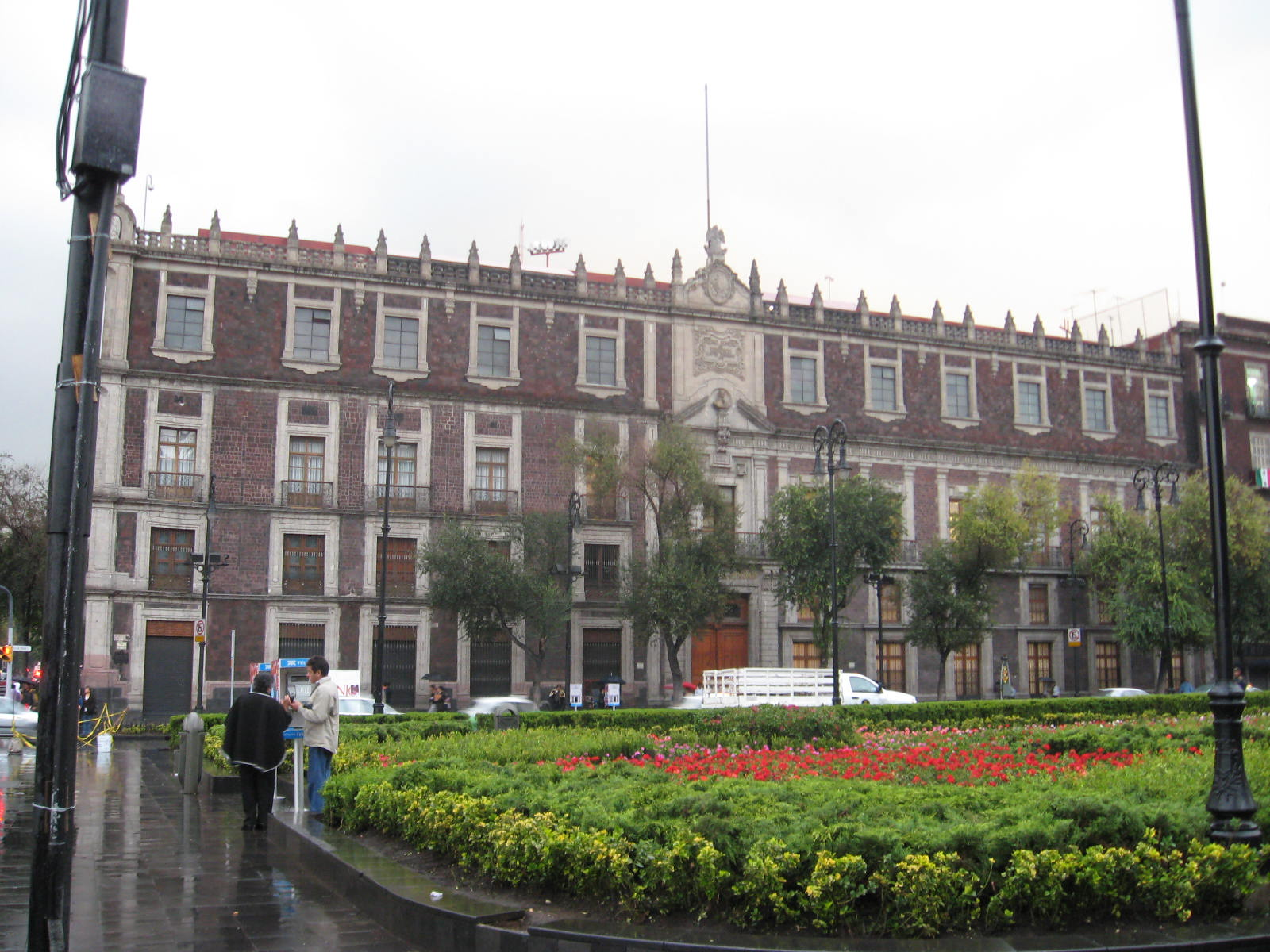
Edificio Nacional Monte de Piedad, 2.ª estructura de piedra.
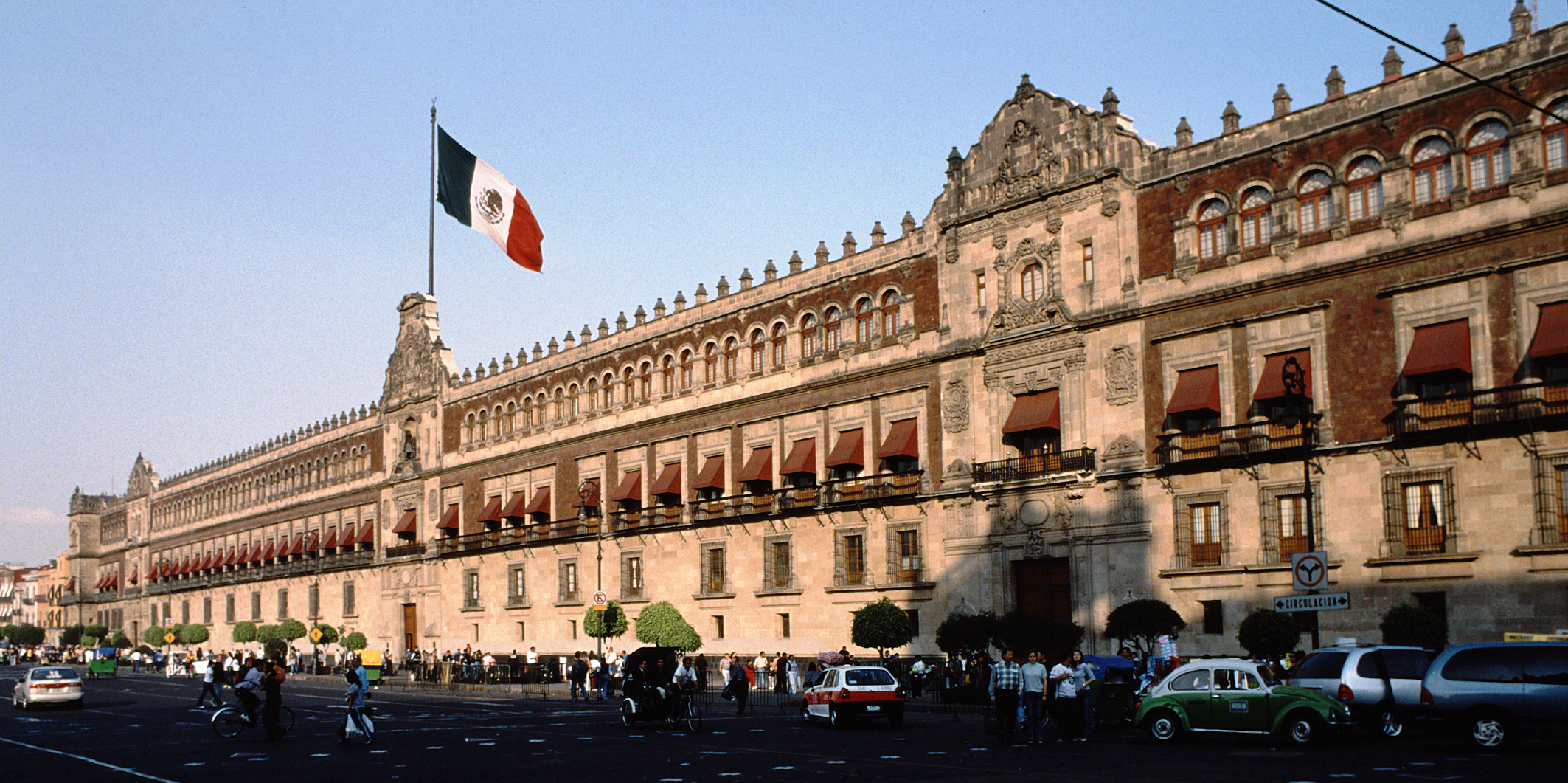
Palacio Nacional, 3.ª estructura de piedra.
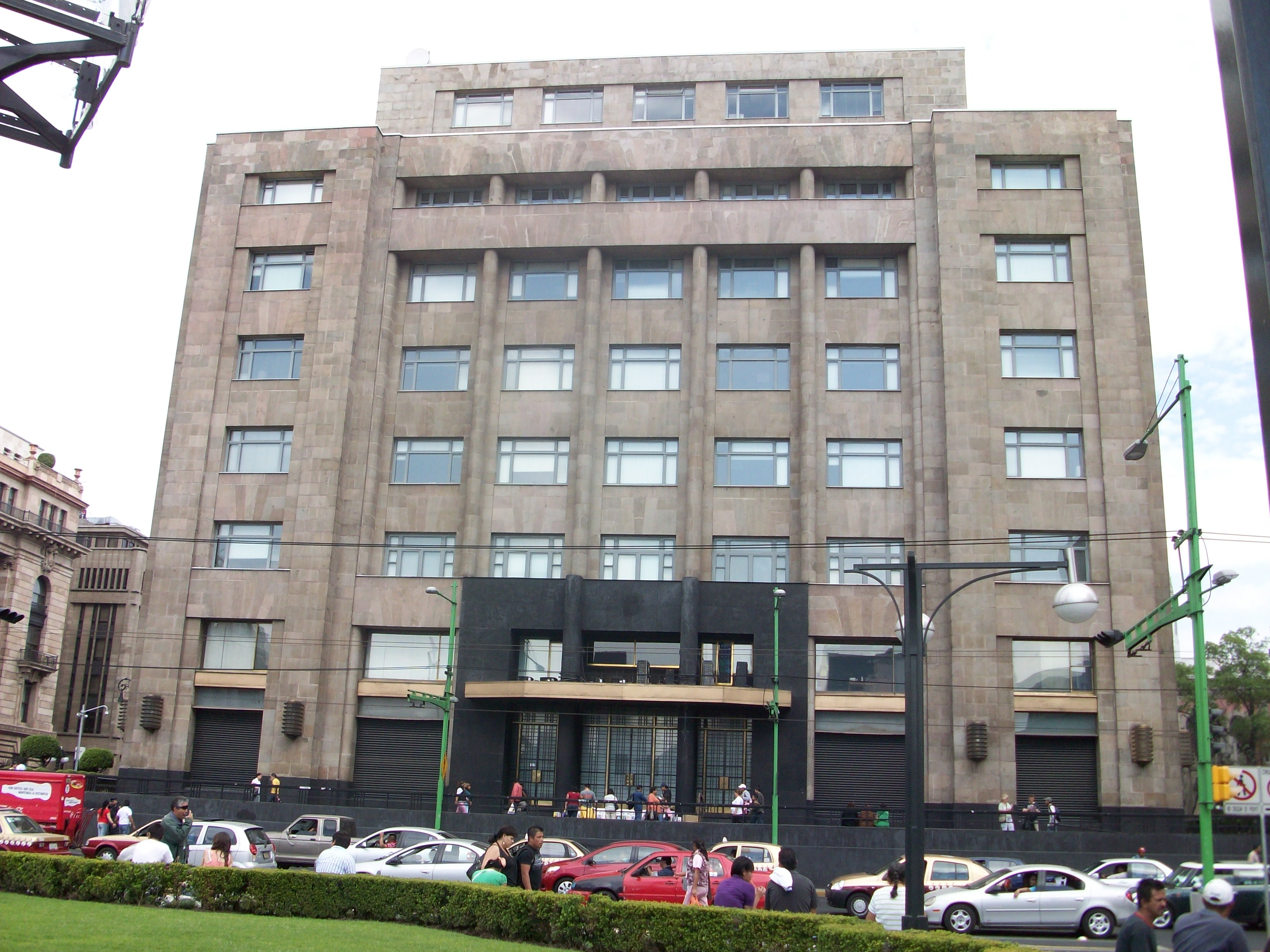
El edificio Guardiola, dañado por el sismo, fue cuidadosamente reparado.
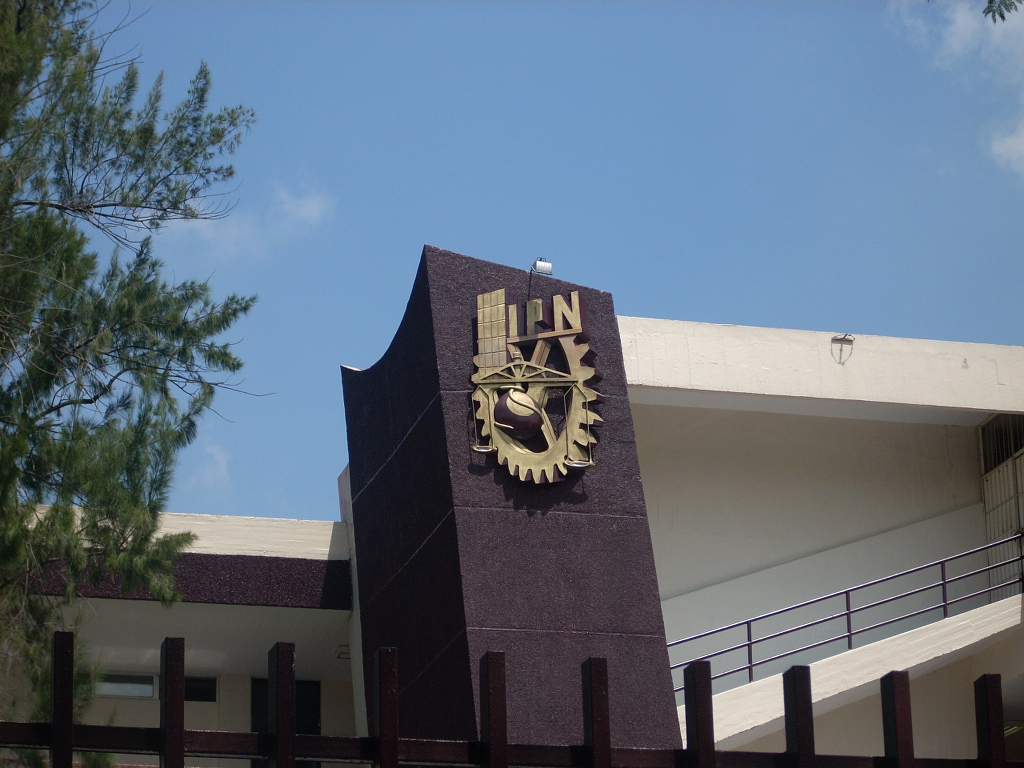
Varios edificios recién construidos en el Casco de Santo Tomás del Instituto Politécnico Nacional fueron seriamente dañados. Todos fueron derribados y vueltos a hacer.
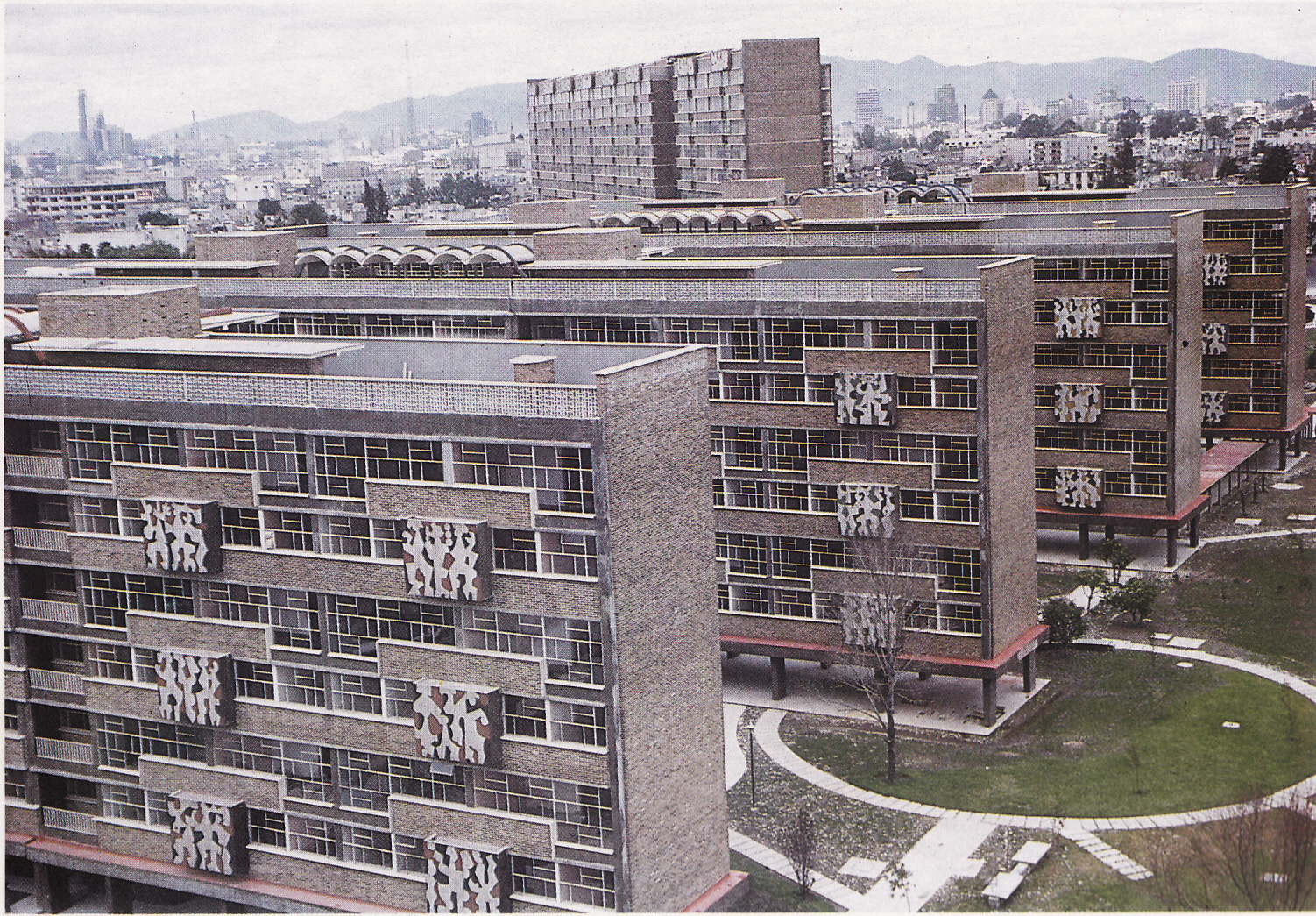
Los edificios del Multifamiliar Juárez se dañaron, se arreglaron y se derrumbaron en el terremoto de 1985.

## Edificios dañados o colapsados a causa del terremoto
- Geranio 168, colonia Atlampa.
- Frontera 123 esquina Álvaro Obregón, colonia Roma.
- Insurgentes 377, Edificio Rioma, colonia Hipódromo.
- Cerrada de Romero de Terreros 51, colonia del Valle.
- Paseo de la Reforma 1 esquina Av. de la República, Edificio Corcuera, col. Tabacalera.
- Cine Encanto, Serapio Rendón 87, col. San Rafael.
- Cine Cervantes (después Cine Tintán), Lecumberri 63, col. Morelos.
- Cine teatro Roble (parte del edificio El Roble) Reforma 135, col. Tabacalera.
- Instituto Politécnico Nacional (IPN) zona del Casco de Santo Tomás, edificios de Comercio y Administración (ESCA), Ingeniería y Arquitectura y Medicina Rural.
- Edificios del entonces recién construido Centro Urbano Presidente Juárez, conocido como Multifamiliar Juárez. Sus inmuebles fueron reparados, pero se desplomaron en los sismos de 1985.